# Neil Murray
Neil Murray (nascido em 27 de agosto de 1950) é um baixista escocês, mais conhecido por seu trabalho com o Whitesnake, The Brian May Band e Black Sabbath.